# Erbajolo
Erbajolo (en idioma corso Erbaghjolu) es una comuna y población de Francia, en la región de Córcega, departamento de Alta Córcega.
Su población en el censo de 1999 era de 92 habitantes.

## Demografía
| 102 | 132 | 137 | 101 | 90 | 92 |
| Para los censos de 1962 a 1999 la población legal corresponde a la población sin duplicidades (Fuente: INSEE [Consultar]) |     |     |     |    |    |